# Moneyball
Moneyball (prt: Moneyball - Jogada de Risco; bra: O Homem Que Mudou o Jogo) é um filme norte-americano de 2011 do gênero drama biográfico, dirigido por Bennett Miller, com roteiro de Steven Zaillian, Stan Chervin e Aaron Sorkin baseado no livro Moneyball: The Art of Winning an Unfair Game, de Michael Lewis, que conta a história de Billy Beane, gerente-geral do time de basebol do Oakland Athletics.
Estrelado por Brad Pitt, Jonah Hill e Philip Seymour Hoffman, o filme se concentra nas tentativas de Beane de criar um time competitivo para a temporada de 2002 de Oakland, apesar da situação financeira desfavorável da equipe, usando uma sofisticada análise estatística dos jogadores. Moneyball foi exibido no Festival de Cinema Internacional de Toronto de 2011, estreando nos Estados Unidos no dia 23 de setembro de 2011.

## Elenco
- Brad Pitt como Billy Beane, gerente geral do Oakland Athletics
- Jonah Hill como Peter Brand, o assistente de Beane
- Philip Seymour Hoffman como Art Howe, o técnico do A's
- Chris Pratt como Scott Hatteberg, primeira-base dos A's
- Casey Bond como Chad Bradford, arremessador substituto dos A's
- Stephen Bishop como David Justice, defensor externo dos A's
- Royce Clayton como Miguel Tejada, interbases dos A's
- David Hutchinson como John Mabry, jogador utilitário dos A's
- Robin Wright como Sharon, ex-esposa de Beane
- Kerris Dorsey como Casey Beane, filha de Billy Beane
- Ken Medlock como Grady Fuson, diretor de olheiros do Oakland Athletics

## Enredo
Billy Beane, gerente geral do Oakland Athletics, não está feliz com a derrota de seu time para o New York Yankees na pós-temporada de 2001. Com a iminente saída de seus principais jogadores, Beane tenta formular uma estratégia para criar um time competitivo para a temporada de 2002, porém esbarra no orçamento limitado do Athletics. Durante uma visita ao Cleveland Indians, Beane conhece Peter Brand, um jovem recém formado de Yale em economia que possui ideias radicais de como avaliar cada jogador. Beane testa a teoria de Brand perguntando se ele o teria escolhido no draft; Beane havia sido um jogador antes de se tornar gerente geral. Apesar dos olheiros o terem considerado um jogador fenomenal, sua carreira foi desapontadora. Depois de pensar um pouco, Brand responde que ele não o teria escolhido até a nona rodada, e que Beane deveria ter aceito a bolsa pra estudar em Stanford. Percebendo a oportunidade, Beane o contrata para ser seu assistente.
Os olheiros da equipe primeiramente rejeitam, e depois tornam-se agressivos, com a abordagem não tradicional de Brand para escolher jogadores, mais notavelmente Grady Fuson – que é despedido por Beane depois de insultar a abordagem, indo às rádios para expressar suas dúvidas em relação ao futuro da equipe. Ao invés de se apoiar na intuição e experiência dos olheiros, Brand seleciona jogadores baseado quase que exclusivamente na porcentagem de vezes que eles chegam em base. Ao encontrar jogadores com alta porcentagem de base, porém com características que levariam os olheiros a ignorá-los, Brand reúne um time de jogadores subvalorizados com um potencial muito maior do que as finanças do Athletics permitiriam. Apesar da oposição dos olheiros, Beane apoia a teoria de Brand e contrata os jogadores que ele seleciona, como o arremessador Chad Bradford. Depois do período de contratações, Beane descobre que ele também enfrenta a oposição de Art Howe, técnico do time. Com a tensão entre os dois já alta devido a uma disputa contratual, Howe ignora a estratégia de Beane e Brand e coloca o time para jogar com um estilo tradicional, apesar da falta de resultados. Beane é eventualmente forçado a trocar a única estrela tradicional do time, Carlos Peña, para forçar Howe a usar os novos jogadores.
No começo da temporada, o Athletics joga mal, fazendo com que os críticos, dentro e fora da equipe, digam que o novo método era um fracasso. Beane convence o dono do time a prosseguir, e eventualmente os resultados da equipe melhoram. No final, o Athletics vence 20 jogos consecutivos, um recorde na Liga Americana. O recorde inclui uma vitória sobre o Kansas City Royals. Como muitos jogadores de beisebol, Beane é supersticioso e evita assistir jogos. Sua filha implora para que ele vá assistir o jogo contra os Royals, onde Oakland vencia por 11–0 na terceira entrada. Beane chega no começo da quarta e vê seu time ruir deixando que os Royals empatem a partida em 11–11. Finalmente, os A's vencem com um home run de uma das escolhas de Brand, Scott Hattenberg. Apesar do grande sucesso na segunda metade da temporada, a equipe perde na primeira rodada da pós-temporada, dessa vez para o Minnesota Twins. Beane fica desapontado, porém satisfeito por ter demonstrado o valor do método de Brand.
Ao final, o filme salienta que Beane recusou a oportunidade de se tornar o gerente geral do Boston Red Sox, apesar de uma oferta de US$ 12,5 milhões, que o teria feito o mais bem pago gerente geral da história do basebol, e que o Boston foi campeão em 2004 usando as teorias introduzidas por Beane e Brand.

## Produção
O roteiro foi originalmente desenvolvido por Stan Chervin depois da Columbia Pictures ter adquirido os direitos do livro de Michael Lewis em 2004; entretanto, depois de Brad Pitt ter se juntado ao projeto em 2007, Chervin saiu. Steven Zaillian foi contratado para escrever um segundo roteiro, e David Frankel foi chamado para ser o diretor. Eventualmente, Steven Soderbergh substituiu Frankel como diretor.
Em 19 de junho de 2009, poucos dias antes do início das filmagens, a Sony paralisou o produção, alegando que o roteiro tinha elementos considerados não tradicionais para um filme de esportes, como entrevistas com jogadores de verdade. Como resultado, Soderbergh saiu do projeto, sendo substituído por Bennett Miller. Aaron Sorkin foi chamado e escreveu uma terceira versão do roteiro. Além disso, o papel de Paul DePodesta, que seria interpretado por Demetri Martin, foi reescalado para Jonah Hill e renomeado como Peter Brand.
As filmagens começaram em julho de 2010. Locações incluiam o Fenway Park, O.co Coliseum, Dodger Stadium e o Blair Field.

## Recepção
Moneyball foi muito elogiado pela crítica especializada. No agregador Rotten Tomatoes, 95% dos críticos deram ao filme uma resenha positiva, baseado em 174 resenhas, com uma nota média de 8,1/10 e o consenso de que "O diretor Bennett Miller, junto com Brad Pitt e Jonah Hill, pegam um assunto de nicho e o transformaram em um retrato forte, engraçado e tocante digno dos anais do basebol". Por comparação, no Metacritic, o filme possui um índice de aprovação de 87/100, baseado em 41 resenhas, indicando "aclamação universal".

## Prêmios e indicações
| Prêmio             | Categoria               | Recipiente                                  | Resultado |
| ------------------ | ----------------------- | ------------------------------------------- | --------- |
| Oscar 2012         | Melhor filme            | Melhor filme                                | Indicado  |
| Oscar 2012         | Melhor ator             | Brad Pitt                                   | Indicado  |
| Oscar 2012         | Melhor ator coadjuvante | Jonah Hill                                  | Indicado  |
| Oscar 2012         | Melhor roteiro adaptado | Steven Zaillian, Stan Chervin, Aaron Sorkin | Indicado  |
| Oscar 2012         | Melhor edição           | Christopher Tellefsen                       | Indicado  |
| Oscar 2012         | Melhor som              | Ed Novick                                   | Indicado  |
| Globo de Ouro 2012 | Melhor filme - drama    | Melhor filme - drama                        | Indicado  |
| Globo de Ouro 2012 | Melhor ator - drama     | Brad Pitt                                   | Indicado  |
| Globo de Ouro 2012 | Melhor ator coadjuvante | Jonah Hill                                  | Indicado  |
| Globo de Ouro 2012 | Melhor roteiro          | Steven Zaillian, Stan Chervin, Aaron Sorkin | Indicado  |